# Adenocarpus gibbsianus
Adenocarpus gibbsianus är en ärtväxtart som beskrevs av Santiago Castroviejo och Salvador Talavera. Adenocarpus gibbsianus ingår i släktet Adenocarpus och familjen ärtväxter. Inga underarter finns listade i Catalogue of Life.